# Partido Nacionalista (Malta)
O Partido Nacionalista (em maltês: Partit Nazzjonalista, PN) é um dos dois maiores partidos políticos de Malta.
Fundado em 1926, com o nome de Partido Anti-Reforma, caracterizava-se por rejeitar a colonização britânica de Malta, defendendo a ligação de Malta a Itália.
Actualmente é um partido de ideologia democrata-cristã, conservadora e completamente defensor da integração de Malta na União Europeia.
É membro do Partido Popular Europeu, Internacional Democrata Centrista e União Internacional Democrata.

## Resultados eleitorais

### Eleições legislativas
| Data | CI.            | Votos          | %              | +/-            | Deputados      | +/-            | Status         |
| ---- | -------------- | -------------- | -------------- | -------------- | -------------- | -------------- | -------------- |
| 1927 | 1.º            | 14 321         | 41,5 / 100,0   |                | 13 / 32        |                | Oposição       |
| 1932 | 1.º            | 28 777         | 59,6 / 100,0   | 18,1           | 21 / 32        | 8              | Governo        |
| 1939 | 2.º            | 11 618         | 33,1 / 100,0   | 26,5           | 3 / 10         | 18             | Oposição       |
| 1945 | Não Participou | Não Participou | Não Participou | Não Participou | Não Participou | Não Participou | Não Participou |
| 1947 | 2.º            | 19 041         | 18,0 / 100,0   |                | 7 / 40         |                | Oposição       |
| 1950 | 1.º            | 31 431         | 29,6 / 100,0   | 11,6           | 12 / 40        | 5              | Governo        |
| 1951 | 2.º            | 39 946         | 35,5 / 100,0   | 5,9            | 15 / 40        | 3              | Governo        |
| 1953 | 2.º            | 45 180         | 38,1 / 100,0   | 2,6            | 18 / 40        | 3              | Governo        |
| 1955 | 2.º            | 48 514         | 40,2 / 100,0   | 2,1            | 17 / 40        | 1              | Oposição       |
| 1962 | 1.º            | 63 262         | 42,0 / 100,0   | 1,8            | 25 / 50        | 8              | Governo        |
| 1966 | 1.º            | 68 656         | 47,9 / 100,0   | 5,9            | 28 / 50        | 3              | Governo        |
| 1971 | 2.º            | 80 753         | 48,1 / 100,0   | 0,2            | 27 / 55        | 1              | Oposição       |
| 1976 | 2.º            | 99 551         | 48,5 / 100,0   | 0,4            | 31 / 65        | 4              | Oposição       |
| 1981 | 1.º            | 114 132        | 50,9 / 100,0   | 2,4            | 31 / 65        | Estável        | Oposição       |
| 1987 | 1.º            | 119 721        | 50,9 / 100,0   | Estável        | 35 / 69        | 4              | Governo        |
| 1992 | 1.º            | 127 932        | 51,8 / 100,0   | 0,9            | 34 / 65        | 1              | Governo        |
| 1996 | 2.º            | 124 864        | 47,8 / 100,0   | 4,0            | 34 / 69        | 1              | Oposição       |
| 1998 | 1.º            | 137 037        | 51,8 / 100,0   | 4,0            | 35 / 65        | 1              | Governo        |
| 2003 | 1.º            | 146 172        | 51,8 / 100,0   | Estável        | 35 / 65        | Estável        | Governo        |
| 2008 | 1.º            | 143 468        | 49,3 / 100,0   | 2,5            | 35 / 69        | Estável        | Governo        |
| 2013 | 2.º            | 132 426        | 43,3 / 100,0   | 6,0            | 30 / 69        | 5              | Oposição       |
| 2017 | 2.º            | 130 850        | 42,1 / 100,0   | 1,2            | 28 / 67        | 2              | Oposição       |

### Eleições europeias
| Data | CI. | Votos   | %            | +/- | Deputados  | +/-               |
| ---- | --- | ------- | ------------ | --- | ---------- | ----------------- |
| 2004 | 2.º | 97 688  | 39,8 / 100,0 |     | 2 / 5      |                   |
| 2009 | 2.º | 82 724  | 37,3 / 100,0 | 2,5 | 2 / 52 / 6 | Estável · Estável |
| 2014 | 2.º | 100 785 | 40,0 / 100,0 | 2,7 | 3 / 6      | 1                 |